# Felsenmühle (Neuleiningen)
Die  Felsenmühle ist eine Mühle innerhalb des Gebiets der rheinland-pfälzischen Ortsgemeinde Neuleiningen. Mittlerweile fungiert sie als  Ausflugslokal und Gästehaus.

## Lage
Die Mühle befindet sich am Eckbach, etwa 800 Meter bachabwärts vom Eckbachweiher und gehört zum Weiler Neuleiningen-Tal.

## Aufbau
Sie besteht aus dem Haupthaus im Norden, einem Wohnflügel im Osten, einer großen alten Scheune im Süden und dem Mühlenflügel im Westen; dazwischen erstreckt sich ein gepflasterter Innenhof. Das Erdgeschoss des Haupthauses liegt ein Stockwerk höher als der Hof, der über eine mittig angebrachte Doppeltreppe erreicht wird.

## Geschichte
Die Felsenmühle wurde 1490 erstmals genannt. Mitte des 18. Jahrhunderts wurde die Felsenmühle durch den Müller Matthias Geißler, den Eigentümer der Obermühle, ersteigert, nachdem er zu einer List gegriffen hatte: Statt – wie seine Vorgänger – sein Brauchwasser über einen parallel zum Eckbach verlaufenden Kanal dem Betreiber der Felsenmühle zu überlassen, leitete Geißler es direkt in den Eckbach ab. Da dieser 50 m südlich der Felsenmühle vorbeifließt, war die Mühle trockengelegt, so dass ihr die Existenzgrundlage genommen war. Geißler erwarb sie, um sie anschließend selbst zu betreiben. 1749 erhielt er die Genehmigung für einen Weinausschank in der Mühle. Im 19. und 20. Jahrhundert diente sie verschiedenen Zwecken: Glasurherstellung für die damalige Steingutfabrik Jacobi, Adler & Co. in der Obermühle, dann Bierausschank, im Zweiten Weltkrieg schließlich Gefangenenlager.
Seit 1994 war sie wiederum Gastwirtschaft, in der zusätzlich eine Weinstube und ein Hotel garni betrieben wurden. In der Gaststube konnte ein riesiges unterschlächtiges Wasserrad besichtigt werden. Nachdem 2004 der Inhaber aus Altersgründen die Anlage schließen musste, stand sie leer und erlitt Einbruch- und Frostschäden. 
Nach Renovierung ist sie seit Sommer 2007 wieder geöffnet. Nach der Corona-Pandemie folgte ein erneuter Besitzerwechsel; im Zuge dessen wurde die Felsenmühle zu einem kombinierten Veranstaltungsort für Hochzeiten, Erholungsort mit Physiopraxis und Hotel, welches mit Motto-Zimmern ausgestattet wurde, umfunktioniert.

## Anbindung
Die Mühle befindet sich entlang des Eckbach-Mühlenwanderwegs.